# Huntington Blizzard
Die Huntington Blizzard waren ein US-amerikanisches Eishockeyfranchise aus Huntington, West Virginia. Die Spielstätte der Blizzard war die Big Sandy Superstore Arena.

## Geschichte
Das Franchise wurde im Jahr 1993 gegründet und nahm seinen Spielbetrieb in der ECHL auf. Cheftrainer wurde J. Bob Kelly, der während seiner aktiven Karriere unter anderem für die Pittsburgh Penguins spielte. Die erste Spielzeit des Franchise verlief enttäuschend, das Team gewann nur 14 von 68 Partien und belegte den letzten Rang in der West Division. Paul Pickard übernahm die Blizzard und führte die Mannschaft in der darauffolgenden Saison erstmals in die Play-offs. In der ersten Runde scheiterte Huntington gegen die Dayton Bombers. Auch die folgenden Jahre waren nicht von Erfolg gekrönt, die Huntington Blizzard erreichten bis 1999 nur noch einmal die Play-offs. In der letzten Spielzeit des Franchise gelang den Blizzard mit 80 Punkten in der regulären Saison ein neuer Rekord und erreichten den zweiten Rang der Northwest Division. In der ersten Playoff-Runde scheiterten sie allerdings knapp gegen die Hampton Roads Admirals. Darauf wurde das Franchise aufgelöst und nach Beaumont, Texas verlegt, wo ein neues Franchise unter dem Namen Texas Wildcatters gegründet wurde.

## Team-Rekorde

### Karriererekorde
Spiele: 356  Kelly Harper
Tore: 172  Jim Bermingham
Assists: 282  Jim Bermingham
Punkte: 454  Jim Bermingham
Strafminuten: 799  Ray Edwards

## Bekannte Spieler
- Andrei Baschkirow
- Peter Brearley
- Rich Bronilla
- Todd Brost
- Van Burgess
- Scott Drevitch
- Mark Woolf